# Mediazione civile
La mediazione civile è un istituto giuridico avente ad oggetto attività di mediazione ed intermediazione in materia di controversie civili tra privati; essa è contemporaneamente uno dei quattro tipi principali di ADR (alternative dispute resolution, ovvero "Risoluzione alternativa delle controversie", con cui si evita il processo in tribunale). Si specifica che si tratta di "mediazione civile" per distinguerla dal concetto vago e generico di "mediazione", che include anche per esempio la mediazione linguistica e culturale; la mediazione civile invece riguarda l'ambito legale e le ADR (negoziato, mediazione civile, arbitrato, mediazione familiare/collaborative law/family law).
È anche detta negoziazione a tre, attività dove un terzo imparziale (chiamato Mediatore) aiuta due o più parti di una controversia a raggiungere un accordo (che può essere di varia natura) che risulti vantaggioso per ciascuna delle parti, attraverso varie tecniche di comunicazione e negoziazione che servono ad aprire e/o migliorare il dialogo o l’empatia tra i contendenti.
È differentemente normato nel mondo, l'Unione europea ha richiesto l'adozione agli stati membri, di dotarsi di apposita normativa ai fini del recepimento delle direttiva dell'Unione europea 2008/52/CE relativamente alla materia civile e commerciale.
In ambito di controversie commerciali, uno dei maggiori standard internazionali è rappresentato dalle Mediation Rules stipulate dalla Camera di commercio internazionale (ICC).

## Disciplina normativa italiana
In Italia la Mediazione Civile è stata introdotta con il D. Lgs. n.28/2010 (che ha introdotto molteplici novità rispetto all’istituto della conciliazione).
Prima, nell’Ordinamento Italiano, il termine “mediazione” era utilizzato per indicare l’informale gestione dei conflitti posta in essere da terzi imparziali, in controversie di natura familiare, sociale, scolastica, penale, di comunità o interculturale, nonostante il rischio di confusione con l’omonimo istituto civilistico di cui all’art. 1754 c.c., mentre, con il termine “conciliazione” si alludeva ai procedimenti di risoluzione delle controversie nell’ambito delle materie civili, commerciali e di lavoro.
Con il sopravvento del D.Lgs. n. 28/2010, si è invece arrivati a una netta distinzione tra mediazione, intesa come il procedimento volto alla risoluzione di una lite, e la conciliazione, intesa come il risultato di tale procedimento.
In Italia si distingue la conciliazione giudiziale affidata ad un magistrato (conciliazione endoprocessuale) dalla conciliazione extragiudiziale nella forma della conciliazione amministrata.
Importante in tal senso è il ruolo svolto in merito dalle camere di commercio (a partire dalla Legge n. 580 del 1993 che le ha riformate) e al regolamento di conciliazione adottato da Unioncamere (Unione italiana delle camere di commercio, industria, artigianato e agricoltura).
Il creatore del sistema cazionale di conciliazione per le camere di commercio italiane e per tutte le prefetture UTG italiane che ha rivoluzionato il sistema giustizia Italia è stato il prof. Mario Quinto (Roma 30.06.1947-13.12.2016) che, pioniere di questa materia ed ideatore della disciplina di studio “consensuologia”, è da molti considerato il padre della mediazione in Italia.
La pronuncia n. 272 del 06 dicembre 2012 della Corte costituzionale ha dettato una battuta d’arresto per la mediazione civile, imponendo il passaggio dalla “giurisdizione condizionata”, che proponeva un “filtro” d’accesso alla giustizia civile, attraverso l’obbligo di effettuare prima un tentativo stragiudiziale alla libera facoltà di utilizzare tale strumento, in forma di mediazione volontaria. 
La Consulta ha infatti dichiarato illegittimo, per eccesso di delega legislativa, il D.Lgs. 28/2010 nella
parte in cui prevede il carattere obbligatorio della mediazione. 
Due i punti chiave della decisione: i riferimenti normativi europei e l’eccesso nei confronti della legge-delega.
Differenze tra la mediazione ed un procedimento giudiziario riguardano i tempi normalmente più brevi; lo svolgimento, strettamente confidenziale e non pubblico, ed il controllo decisionale che le parti in conflitto hanno sulla sua risoluzione, cosa che nei sistemi di giustizia contenziosa sono unicamente in capo ad un giudice o ad una giuria.
La mediazione è disciplinata dal regolamento dell’Organismo di Mediazione scelto dalle parti in conflitto.
L'Italia ha recepito la direttiva con il d.lgs n. 28 del 4 marzo 2010, per la composizione dei conflitti tra soggetti privati relativi a diritti disponibili.
Il legislatore, nel tentativo di disincentivare atteggiamenti ostili, ha introdotto con il decreto legge 22 giugno 2012 n. 83 (detto “decreto sviluppo”) particolari conseguenze sanzionatorie per la parte che non accetta la proposta del mediatore.
Con sentenza depositata il 6 dicembre 2012, la Corte Costituzionale ha dichiarato incostituzionale l'obbligatorietà del tentativo di mediazione per eccesso di delega sancendo di fatto, la natura volontaria del procedimento.
Dopo la sentenza della Consulta n. 272/2012, l'istituto della mediazione civile obbligatoria è stato riproposto con decreto legge 21 giugno 2013 n. 69, detto "decreto del fare", modificato e convertito in legge 9 agosto 2013 n. 98. Nella nuova formulazione, è obbligatorio soltanto esperire il primo incontro preliminare di programmazione della procedura conciliativa, e la partecipazione delle parti allo stesso è obbligatoria, assistita da un avvocato, gratuita se non si perviene a un accordo.
Il 24 ottobre 2012 la Corte costituzionale ha annullato per eccesso di delega legislativa l'art. 5 comma 1 del D.Lgs. 28/2010 e altri dipendenti da esso, che introduceva l'obbligatorietà della mediazione civile prima di poter adire il giudice ordinario. La sentenza non si pronuncia in merito alla questione di legittimità per violazione degli artt. 3, 24 e 111, che è dichiarata inammissibile (non "infondata"): il rimettente giudice di pace sostiene che gli articoli «da soli o in combinato disposto» violano i citati articoli, in particolare la violazione dell'art. 3 <<per irragionevolezza correlata al carattere obbligatorio della mediazione avente ad oggetto le controversie di competenza del Giudice di pace, in quanto nel processo avanti al detto giudice il tentativo obbligatorio di conciliazione è già previsto>> dalla normativa previgente, sottolineando come «tra l'esigenza di non rendere economicamente troppo gravoso ai cittadini l'accesso alla tutela giurisdizionale e l'esigenza, pur particolarmente avvertita, di individuare strumenti idonei a decongestionare gli uffici giudiziari attraverso lo sfoltimento del carico di lavoro, prevalenza debba avere la prima».
Con sentenza n. 276 del 2000 in materia di tentativo obbligatorio di conciliazione nelle controversie di lavoro, la Corte affermò l'assenza di contrasto con l'art. 24 Cost. in virtù del principio per cui «la tutela del diritto di azione non comporta l'assoluta immediatezza del suo esperimento, ben potendo la legge imporre oneri finalizzati a salvaguardare interessi generali, con le dilazioni conseguenti», <<interessi generali >> individuati sia nell'evitare che l'incremento delle controversie attribuite al giudice ordinario in materia di lavoro provocasse un sovraccarico dell'apparato giudiziario, sia nel favorire «la composizione preventiva della lite che assicura alle situazioni sostanziali un soddisfacimento più immediato rispetto a quelle conseguite attraverso il processo». È dichiarato <<intrinsecamente ragionevole il limite all'immediatezza della tutela giurisdizionale>> di 60 giorni, trascorso il quale esso si considera comunque esperito e cessa l'impedimento all'esercizio dell'azione.

### Caratteristiche dell'istituto
La Mediazione civile denominata in ambito internazionale anche con i termini "facilitation" o "conciliation" è una forma di Alternative Dispute Resolution (ADR)
L'istituto è finalizzato alla deflazione del sistema giudiziario italiano rispetto al carico degli arretrati e al rischio di accumulare nuovo ritardo. Esso, infatti, rappresenta uno dei pilastri fondamentali della riforma del processo civile.
La mediazione civile ha lo scopo di far addivenire le parti a una conciliazione attraverso l'opera di un mediatore, vale a dire un soggetto professionale, qualificato e imparziale che aiuti le parti in conflitto a comporre una controversia. Il mediatore assiste le parti nella ricerca di un accordo amichevole per la composizione di una controversia e nella formulazione di una proposta per la risoluzione della stessa.
Il compito principale del mediatore (che deve operare presso un organismo pubblico o privato controllato dal Ministero della Giustizia) è quello di condurre le parti all'accordo amichevole, assistendole nel confronto e rimuovendo ogni ostacolo che possa impedire il raggiungimento di una soluzione condivisa. Il mediatore, quindi, non ha alcun potere di emettere soluzioni vincolanti per le parti, ma si limita a gestire i tempi e le fasi della stessa, lasciando alle parti coinvolte il controllo sul contenuto dell'accordo finale.
Il decreto legislativo distingue nettamente l'istituto della mediazione civile da altre forme di conciliazione già esistenti nell'ordinamento giuridico italiano. L'atto, infatti, dispone che per mediazione civile debba intendersi l'attività finalizzata alla composizione di una controversia e che, invece, la conciliazione sia il mero risultato di tale attività. Tale distinzione è stata ben evidenziata per sottolineare il fatto che la mediazione civile, rispetto a precedenti istituti finalizzati alla composizione dei conflitti, sia uno strumento innovativo di portata generale riguardante tutte le controversie civili e commerciali.
L'informalità della procedura di mediazione consente alle parti di sentirsi libere di partecipare agli incontri nella maniera che ritengono più opportuna consentendo al mediatore di svolgere il proprio ruolo senza alcun vincolo di procedura. Il mediatore infatti, al fine di trovare un accordo quanto più soddisfacente per le parti tutelando al tempo stesso le relazioni commerciali tra imprese e gli interessi del consumatore, può per esempio, ascoltare separatamente le parti per individuare il percorso più utile alla ricerca della soluzione migliore. L'informalità non priva delle necessarie garanzie di equo bilanciamento della posizione di tutte le parti coinvolte che, a partire dal momento introduttivo, possono esporre tutti i fatti e prendere posizione su quelli esposti dalle altre. La procedura di mediazione, è tuttavia caratterizzata dall'assenza di regole formali che in quanto tali, mortificherebbero la natura stessa del procedimento.
La mediazione è anche una procedura rapida, essa deve necessariamente concludersi entro 3 mesi dall'avvio della stessa, salvo che le parti concordino di superare questo termine che è ordinatorio, e non perentorio. Nell'ambito delle Camere di commercio, la conciliazione si raggiunge, nella maggior parte dei casi, con una durata massima di circa 47 giorni lavorativi calcolati a partire dalla presentazione della domanda di avvio della procedura. La mediazione è una procedura conveniente perché sia le tariffe dei mediatori professionali che i costi di segreteria, commisurati al valore della controversia, sono di importo ridotto soprattutto se si tiene in considerazione il vantaggio che si può conseguire mediante la sottoscrizione di un accordo in tempi rapidi e con una comune soddisfazione per tutti.

## Tipologie
La mediazione civile è sostanzialmente suddivisa in tre categorie: 
- facoltativa;
- delegata o giudiziale;
- obbligata;

La mediazione facoltativa è rimessa alla volontà delle parti: esse possono farvi ricorso liberamente, ogni qual volta ritengano che vi siano le condizioni per avviare proficuamente un confronto finalizzato alla ricerca di una soluzione reciprocamente soddisfacente. Inoltre essa è volontaria perché sono le stesse parti coinvolte in un procedimento di mediazione a decidere liberamente di partecipare agli incontri, di prospettare le soluzioni che ritengono più idonee per entrambi nella risoluzione della controversia, di abbandonare la procedura e soprattutto di decidere se fissare o meno i termini e le condizioni per un accordo di conciliazione e sottoscriverlo.
La mediazione delegata (d. lgs. 4 marzo 2010, n. 28) si ha quando il giudice – anche in appello – e ogni qual volta ne ravvisi l'opportunità rispetto alla fase del giudizio, alla natura della controversia, alla disponibilità delle parti, può invitare le stesse a esperire un tentativo di mediazione. Tale invito deve essere rivolto entro l'udienza di precisazione delle conclusioni o quella di discussione della causa.

Affinché la mediazione possa essere iniziata c'è bisogno che tutte le parti aderiscano all'invito formulato dal giudice. In caso di accettazione dell'invito, il giudice rinvia la causa a un'udienza successiva al periodo entro il quale la procedura di mediazione deve terminare ai sensi dell'art. 6 (3 mesi); se la mediazione non è già stata avviata, assegna anche il termine di 15 giorni per la presentazione della domanda di mediazione.
La mediazione torna obbligatoria per 4 anni (cioè fino al 2017) in materia di:
- condominio
- diritti reali
- divisione
- successioni ereditarie
- patti di famiglia
- locazione
- comodato
- affitto di aziende
- risarcimento del danno derivante da responsabilità medica e sanitaria
- risarcimento del danno derivante da diffamazione con il mezzo della stampa o con altro mezzo di pubblicità
- contratti assicurativi
- contratti bancari
- contratti finanziari

In questi casi, la parte che intende agire in giudizio ha l'onere di tentare la mediazione, con l'assistenza di un avvocato, che deve, chiaramente e per iscritto, informare il proprio assistito, sia della possibilità di procedere alla mediazione e delle relative agevolazioni fiscali che dei casi in cui il procedimento di mediazione è condizione di procedibilità della domanda giudiziale. Il giudice, qualora rilevi la mancata allegazione del documento all'atto introduttivo del giudizio, informa la parte della facoltà di chiedere la mediazione.
In ogni altra materia la mediazione potrà essere avviata dalle parti su base volontaria, sia prima che durante il processo.
La mediazione disposta dal giudice è prevista anche dalla direttiva comunitaria 2008/52/Ce, e si affianca senza sostituirla alla conciliazione giudiziale.

## La figura e il ruolo del mediatore
Il corretto svolgimento della procedura di mediazione e la possibilità che questa porti a un'ottimale risoluzione della controversia, dipende dalla competenza del mediatore, che viene garantita dalla sua imparzialità e dalla sua professionalità.

L'imparzialità del mediatore, intesa come equidistanza dalle parti e assenza di rapporti che impedirebbero di svolgere la propria attività senza esserne influenzato, prevede anche la sottoscrizione di un accordo da parte del mediatore all'inizio della procedura. Il mediatore infatti, non deve limitarsi a “essere” imparziale ma deve anche “apparire” tale. Per quanto riguarda la professionalità del mediatore per il corretto espletamento dell'incarico, questa deve essere intesa come il necessario grado di competenza e di conoscenza delle tecniche di mediazione secondo quanto stabilito dal d. lgs. 28/2010. Esso prevede che la mediazione venga affidata a soggetti in grado di garantire serietà ed efficienza. Per questo il legislatore ha ribadito un'apertura al mercato concorrenziale dei servizi di giustizia alternativa, non più riservato solo ad alcuni soggetti espressamente individuati dalla legge, ma a qualsiasi soggetto pubblico o privato, che sia in grado di rispondere ai requisiti amministrativi e regolamentari fissati dalla nuova disciplina.
Questa rispondenza viene valutata dal Ministero della Giustizia, che deve procedere a un vero e proprio accreditamento degli organismi che ne fanno richiesta. Per quanto riguarda gli organismi che svolgono mediazione nell'ambito delle materie disciplinate dal codice del consumo, l'attività di vigilanza viene svolta dal Ministero della Giustizia unitamente al Ministero dello Sviluppo Economico.
L'accreditamento del Ministero passa attraverso una serie di controlli sia di natura amministrativa e contabile, sia di natura regolamentare, al fine di verificare la sussistenza dei requisiti di natura organizzativa e procedurale che costituiscano un presidio all'auspicata serietà ed efficienza di tutti gli organismi iscritti oltre che una garanzia per tutti i cittadini che intendono risolvere le controversie in via stragiudiziale.
L'art. 16 del decreto ha previsto anche una serie di indicazioni relative alla formazione dei conciliatori. Tale attività deve essere svolta presso uno degli organismi iscritti in un apposito elenco tenuto dal Ministero della Giustizia, il quale avrà il compito di vigilare sulla serietà, l'adeguatezza della struttura e la conformità dei programmi formativi ai requisiti fissati dalla normativa.
L'obbligo dell'aggiornamento biennale previsto dall'art 18 comma 2 lett. g 180/2010 di diciotto ore e la partecipazione al tirocinio a 30 incontri presso gli Organismi di conciliazione.
- Diploma di laurea almeno triennale ovvero iscrizione ad albo o collegio professionale.
- Frequenza di un corso per mediatori, presso un ente di formazione iscritto nell'elenco presso tenuto presso il Ministero, con superamento della prova finale.
- Possesso dei requisiti di onorabilità previsti dalla legge.

Per poter mantenere l'iscrizione è necessario:
- Frequentare per ogni biennio un corso di aggiornamento di almeno 18 ore presso un ente di formazione per mediatori iscritto nell'elenco tenuto presso il Ministero.
- Partecipazione, per ogni biennio, in forma di tirocinio assistito ad almeno venti casi di mediazione.

Per la nomina di mediatori è necessario essere in possesso dei requisiti di professionalità previsti dal Regolamento dell'organismo. Infine è possibile nominare dei co-mediatori o dei mediatori ausiliari ove la particolarità della materia lo richieda.

## Aspetti finanziari

### I costi della mediazione
I costi del servizio di mediazione si dividono in:
- Spese di avvio e spese di primo incontro che devono essere corrisposte dalla parte istante al momento della presentazione della domanda e dalla parte chiamata qualora questa decida di partecipare al primo incontro di mediazione.

| Valore della controversia | Totale spese avvio + spese 1º incontro | Totale (iva compresa) |
| ------------------------- | -------------------------------------- | --------------------- |
| Fino a € 1.000            | 80 € + iva                             | 97,60 €               |
| Da € 1.000,01 a € 50.000  | 156 € + iva                            | 190,32 €              |
| Superiore a € 50.000      | 224 € + iva                            | 273,28 €              |
| Indeterminato basso       | 136 € + iva                            | 165,92 €              |
| Indeterminato alto        | 184 € + iva                            | 224,48 €              |

- Spese di mediazione da corrispondere qualora si sia raggiunto un accordo al primo incontro o si rinvii ad altro incontro e comunque prima del rilascio del verbale di accordo.

| VALORE DELLA CONTROVERSIA                    | ACCORDO AL 1° INCONTRO O PROSECUZIONE OLTRE IL 1° INCONTRO | ACCORDO AL 1° INCONTRO O PROSECUZIONE OLTRE IL 1° INCONTRO | MAGGIORAZIONE PER ACCORDO OLTRE IL 1° INCONTRO | MAGGIORAZIONE PER ACCORDO OLTRE IL 1° INCONTRO |
| -------------------------------------------- | ---------------------------------------------------------- | ---------------------------------------------------------- | ---------------------------------------------- | ---------------------------------------------- |
|                                              | IVA ESCLUSA                                                | IVA INCLUSA                                                | IVA ESCLUSA                                    | IVA INCLUSA                                    |
| Fino a € 1.000                               | 48 €                                                       | 58,56 €                                                    | 24 €                                           | 29,28 €                                        |
| Da € 1.001 a € 5.000                         | 84,00 €                                                    | 102,48 €                                                   | 45,00 €                                        | 54,90 €                                        |
| Da € 5.001 a € 10.000                        | 196,00 €                                                   | 239,12 €                                                   | 73,00 €                                        | 89,06 €                                        |
| Da € 10.001 a € 25.000                       | 256,00 €                                                   | 312,32 €                                                   | 88,00 €                                        | 107,36 €                                       |
| Da € 25.001 a € 50.000 e indeterminato basso | 480,00 €                                                   | 585,60 €                                                   | 144,00 €                                       | 175,68 €                                       |
| Da € 50.001 a € 150.000 e indeterminato alto | 824,00 €                                                   | 1.005,28 €                                                 | 240,00 €                                       | 292,80 €                                       |
| Da € 150.001 a € 250.000                     | 1.064,00 €                                                 | 1.298,08 €                                                 | 300,00 €                                       | 366,00 €                                       |
| Da € 250.001 a € 500.000                     | 1.864,00 €                                                 | 2.274,08 €                                                 | 500,00 €                                       | 610,00 €                                       |
| Da € 500.001 a € 1.500.000                   | 2.984,00 €                                                 | 3.640,48 €                                                 | 780,00 €                                       | 951,60 €                                       |
| Da € 1.500.001 a € 2.500.000                 | 3.544,00 €                                                 | 4.323,68 €                                                 | 920,00 €                                       | 1.122,40 €                                     |
| Da € 2.500.001 a € 5.000.000                 | 5.064,00 €                                                 | 6.178,08 €                                                 | 1.300,00 €                                     | 1.586,00 €                                     |
| Oltre 5.000.000 €                            | 0,16%                                                      | 0,195%                                                     | 0,05%                                          | 0,061 €                                        |

L'importo massimo delle spese di mediazione per ciascuno scaglione di riferimento può essere aumentato in misura non superiore a un quinto tenuto conto della particolare importanza, complessità o difficoltà dell'affare e nel caso di formulazione della proposta alle parti (ai sensi dell'art. art. 11).
Le spese di mediazione comprendono anche l'onorario del mediatore per l'intero procedimento di mediazione, indipendentemente dal numero di incontri svolti e dall'esito dello stesso.

### I benefici fiscali
Le parti che avviano un procedimento di mediazione presso un organismo iscritto al Registro del Ministero, possono usufruire di alcuni benefici fiscali come l'esenzione degli atti da bolli e imposte. Inoltre è prevista un'esenzione dall'imposta di registro per l'accordo sino a un valore di 100,000,000 Euro e le parti hanno diritto a un credito di imposta per l'importo corrispondente alle spese di mediazione versate fino a un massimo di Euro 600,00 se la mediazione si chiude con un accordo e sino a Euro 300,00 se non si raggiunge l'accordo.

## Statistiche

### Le statistiche del Ministero della Giustizia
Per monitorare costantemente la rilevanza dell'Istituto e la qualità degli Organismi di mediazione italiani, la Direzione Generale di Statistica del Ministero della Giustizia raccoglie mensilmente i dati di tutti gli Organismi di mediazione pubblici e privati e ne rende note, trimestralmente, le statistiche relative ai risultati.

## Altri istituti finalizzati alla conciliazione delle controversie
Nell'ordinamento giuridico italiano esistono diversi istituti finalizzati alla conciliazione delle parti o comunque rappresentanti soluzioni alternative al tribunale. Il ricorso a questi strumenti, tuttavia, è spesso stato molto limitato, soprattutto quando lasciato semplicemente facoltativo.
Nello specifico, la mediazione civile si distingue dall'arbitrato (artt. 806-840 c.p.c.) perché il mediatore civile, a differenza dell'arbitro, non attribuisce torti e ragioni, ma aiuta le parti ad individuare una possibile soluzione per risolvere la controversia amichevolmente.
L'Arb-Med è una procedura che fonde mediazione e arbitrato per motivare le parti a conciliare la lite, garantendo loro però un risultato aggiudicativo nel caso in cui la mediazione fallisse. Le parti svolgono un arbitrato irrituale, il cui lodo rimane segreto e sigillato, sconosciuto alle parti, fino al termine della successiva mediazione. Il lodo arbitrale viene quindi distrutto o conservato - a scelta delle parti - se la mediazione si conclude con la conciliazione, mentre viene applicato se la mediazione fallisce o se una parte omette di eseguire l'accordo conciliativo. Il mediatore non può essere l'arbitro che ha giudicato la lite.
La Med-Arb è invece un accordo con cui le parti stabiliscono di negoziare la soluzione di una controversia, obbligandosi a svolgere eventualmente un successivo arbitrato, ove la mediazione fallisse. L'arbitro può essere lo stesso mediatore.
Tra gli organismi abilitati allo svolgimento delle procedure di mediazione, un ruolo di rilievo viene svolto dalla Camere di commercio che si occupano di mediazione dal 1993. La legge di riordino (legge 29 dicembre 1993, n. 580) ha affidato alle Camere di commercio il compito di “promuovere la costituzione di commissioni arbitrali e conciliative per la risoluzione delle controversie tra imprese e tra imprese e consumatori ed utenti”.
Sul fronte della formazione le Camere di commercio ricoprono un ruolo di primo piano nel panorama italiano attivandosi, sin dal 1993, per formare conciliatori in grado di assistere le parti in lite nella ricerca di un accordo. Accanto alle regole di procedura infatti, l'Unioncamere ha varato anche gli standard per la formazione, validi per tutto il territorio nazionale, di tutti i conciliatori di cui si avvale la rete camerale. In ciascuna delle Camere di commercio italiane è attivo un servizio di mediazione/conciliazione, mentre le Camere accreditate presso il Registro degli organismi di mediazione istituito presso il Ministero di Giustizia sono attualmente 101.
L'impegno e l'importanza del ruolo del sistema camerale sono stati riconosciuti dal legislatore che con il d. lgs. 28/2010 ha assicurato agli organismi delle Camere di commercio una corsia preferenziale per l'accreditamento al Registro ministeriale.

## Arbitration Rules e Mediation Rules (Camera di commercio internazionale, ICC)

### Arbitration Rules e Mediation Rules (ICC)
La Camera di commercio internazionale (ICC) ha delle regole standard su cui si basano la mediazione e arbitraggio dette "Mediation Rules" e "Arbitration Rules", a cui si affiancano le DOCDEX rules. Chi conosce questi standard, anche se non opera direttamente nel campo, può offrire una consulenza in merito.
L’arbitrato di ICC è offerto da uno o più arbitri indipendenti e l’enforcement, siccome sono decisioni vincolanti, sono possibili grazie alle leggi domestiche sull’arbitrato e ai trattati internazionali in materia come la Convenzione di New York del 1958. La mediazione invece permette di raggiungere una decisione non vincolante tramite un facilitatore. Entrambe sono normate da delle rules/norme, che formano una cornice istituzionale che mira alla standardizzazione, all’efficienza e anche alla trasparenza della procedura e alla fairness (equità/imparzialità della procedura). L’arbitrato sotto la ICC viene amministrato dalla International Court of Arbitration (Corte Internazionale di Arbitrato, fondata nel 1923 e indipendente da ICC) e la mediazione sotto la ICC viene amministrata dall’International Centre for ADR (Centro Internazionale per le ADR). Entrambe le istituzioni hanno l’inglese e francese come lingue ufficiali/di lavoro, ma possono offrire servizi in arabo, cinese, tedesco, italiano, portoghese, russo e spagnolo. Ognuna delle due istituzioni e procedure ha le proprie norme/rules, che sono adatte a essere adottate e usate in qualunque parte del mondo.

#### Mediation Rules
Le Mediation Rules sono in vigore dal 2014 e hanno sostituito le Amicable Dispute Resolution Rules del 2001. In totale, sono composte da 10 articoli suddivisi in sottosezioni numerate e un’appendice. La ICC mette anche a disposizione il testo gratuito da usare nelle clausole pre-confezionate (“model clauses”) in riferimento alle ADR e una guida (guidance) al loro uso e aggiustamento in inglese, francese e spagnolo. Le Rules sono in inglese e sono tradotte in francese, italiano, spagnolo, portoghese, tedesco, romeno, cinese, arabo, russo, ucraino, turco, ceco, slovacco e polacco. Le Rules e le clausole possono essere usate sia dai membri di ICC che dai non-membri. Ciò che viene effettivamente normato si intuisce dal titolo dei 10 articoli:
- Introductory Provisions [Provisioni introduttive]
- Commencement Where there is an Agreement to Refer to the Rules [Inizio <del processo di mediazione> laddove c'è un accordo per riferirsi alle Rules]
- Commencement Where there is No Prior Agreement to Refer to the Rules [Inizio <del processo di mediazione> laddove non c'è accordo preventivo per riferirsi alle Rules]
- Place and Language(s) of the Mediation [Luogo e lungua/e della mediazione]
- Selection of the Mediator [Selezione del mediatore]
- Fees and Costs [Tasse e costi]
- Conduct of the Mediation [Conduzione della mediazione]
- Termination of the Proceedings [Conclusione dei procedimenti]
- Confidentiality [Riservatezza]
- General Provisions [Provisioni generali]
- <Appendix:> Fees and Costs [<Appendice:> Tasse e costi]

Si riassumono qui svariati punti focali delle Rules, fermo restando che ciò non sostituisce l'apporto di consulenti esperti.
Le Mediation Rules sono amministrate dallo stesso Centro Internazionale per le ADR, che è un ente amministrativo creato da ICC ma che agisce separatamente. Fin dall'articolo 1 si ribadisce come il mediatore sia una terza parte indipendente nominato per assistere le parti nella risoluzione della controversia. La scelta di seguire le Mediation Rules viene esplicitata nel contratto di compravendita (tramite scelta esplicita o implicita) o simili oppure viene data dopo la nomina del mediatore. Le Rules valgono dall'inizio alla fine della procedura e possono essere modificate dalle parti nella misura in cui le modifiche sono accettabili dal Centro (per esempio, non possono snaturare la mediazione e il ruolo del mediatore); se inaccettabili per il Centro e il mediatore, il Centro non presta il proprio consenso. Nessun altro ente può condurre una mediazione utilizzando le Mediation Rules di ICC, che dunque sono pertinenti solo alla ICC.
Per fare partire la mediazione, le parti devono inviare una richiesta scritta (written request, che è un form trilingue in inglese, francese e spagnolo) al Centro tramite una email nel sito web inserendo tutte le informazioni richieste, e.g. i nomi e i dati delle parti, la descrizione della disputa, la/e lingua/e in cui deve avvenire e il luogo in cui si vuole fare avvenire l'incontro di persona (se non vengono indicati, sono scelti dal Centro. La mediazione può anche avvenire in videoconferenza in un canale ad hoc), una copia del contratto di compravendita e simili accordi tra le parti relativi al contesto trattato ("a copy of any written agreement under which the Request is made"). Dopodiché, va pagata la tassa (filing fee), che è più o meno alta in base al prezzo della prestazione (e.g. il valore della merce esportata). Questa tassa, previo accordo esplicito nel contratto, si può suddividere tra le parti. La richiesta va inviata con tutti i dati delle parti, ma non serve che tutte le parti la inviino congiuntamente: una sola parte può mandarla a nome di tutti; tuttavia, ogni parte deve ricevere simultaneamente una copia della richiesta inviata. Il Centro dopodiché risponde e stabilisce il giorno di inizio del procedimento di mediazione e nomina il mediatore (o propone una lista di mediatori da cui le parti selezionano il mediatore finale, poi confermato dal Centro). Il procedimento può avere un tempo indefinito o un tempo limite prestabilito dalle parti nel contratto e nella richiesta inviata (se la mediazione è infruttuosa dopo alcune settimane, per esempio, le parti pattuiscono cosa fare in alternativa, e.g. iniziare un arbitrato o andare a processo in tribunale).
Se le parti, quando viene inviata la richiesta e pagata la tassa, sono ancora in disaccordo sul fatto di seguire o meno le Rules, la richiesta dopo 15 giorni viene annullata (la tassa a priori non è restituibile: è una non-refundable fee). Se la tassa non viene pagata, la mediazione non inizia.
Tutti i mediatori vengono scelti in base alla lingua parlata, nazionalità, esperienza, training e qualifiche e anche seguendo le ICC Rules for Appointment of Experts or Neutrals. Prima di effettuare la prestazione, i mediatori firmano una dichiarazione/statement con cui accettano la prestazione e dichiarano di essere imparziali e indipendenti. Le parti (o una sola) possono rifiutare il mediatore scelto inviando un messaggio scritto in cui si spiega il motivo al Centro e alle altre parti. In tal caso, il Centro entro 15 giorni ne nomina un altro. Se il Centro è nell'impossibilità di nominare un mediatore adatto, la mediazione viene interrotta. Se richiesto dalle parti all'unanimità o richiesto da ICC, il mediatore può essere più di uno.
Durante il corso della mediazione, le parti devono depositare i soldi richiesti man mano da ICC. A fine mediazione, le parti pagano il costo totale (più i tempi sono lunghi, più il totale da pagare è alto, fermo restando che una causa abbastanza complessa richiede il tempo necessario per essere risolta); la cifra viene scaricata dai depositi. Se è inferiore ai depositi, i soldi extra vengono rimborsati. Di default, il costo totale è pagato dalle parti coinvolte in parti uguali, a meno che si decide diversamente in modo esplicito; anche i depositi vengono richiesti a tutte le parti in parti uguali. Non depositare il denaro richiesto porta all'interruzione della mediazione.
Prima di iniziare la prima sessione di mediazione, le parti discutono con il mediatore intorno al modo in cui quest'ultimo interviene. Il mediatore è vincolato all'obbligo di essere equo e imparziali e le parti in conflitto sono vincolate all'obbligo di agire in buona fede (good faith). Il mancato rispetto di quest'ultimo vincolo da parte delle parti in conflitto, anche se non è esplicitamente espresso, non è responsabilità di ICC o del mediatore ma delle parti stesse.
Quando le parti raggiungono la decisione finale all'unanimità, esse firmano l'accordo di risoluzione (settlement agreement), che comunque non è vincolante. In alternativa, finisce quando finisce il tempo limite laddove fissato e ogni sua estensione (il Centro invia una notifica), quando il mediatore dichiara che la negoziazione si è arenata, quando una sola delle parti abbandona la mediazione avvisando il mediatore o dopo che passano 7 giorni da un pagamento arretrato (il Centro invia una notifica). L'accordo di risoluzione va notificato dal mediatore al Centro, a cui spedisce in più una copia.
Tutto il procedimento, salvo diverso accordo esplicito tra le parti, viene secretato eccetto per il fatto che ha avuto luogo. Anche l'accordo di risoluzione, salvo diverso accordo, è secretato.
Se la mediazione fallisce e inizia un processo in tribunale o un arbitraggio, il mediatore non può prendervi parte di default, a meno che le parti decidono diversamente e in modo esplicito.
Nell'appendice, si specificano i costi: ogni richiesta richiede a priori una filing fee non restituibile di 3000$ (dollari statunitensi). Dopodiché, le spese amministrative (administrative expenses) cambiano in base all'ammontare della cifra che si accompagna alla controversia, ammesso che venga dichiarata. Se la disputa riguarda fino a 200.000$ tondi, la spesa amministrativa è sempre 5000$, ragion per cui una mediazione a priori costa 8000$. Se la disputa riguarda fino a due milioni di dollari, le spese amministrative sono pari a 10.000$. Per fare un ultimo esempio, se la disputa riguarda oltre 100 milioni di dollari, le spese amministrative sono pari a 30.000$. In casi eccezionali e previo avviso alle parti, si può richiedere di più. Comunque, le spese di un processo regolare in tribunale potrebbero essere più alte pure se la parte è vincitrice. La cifra va pagata in dollari statunitensi salvo proibizioni per legge.
Se la cifra collegata alla controversia non è specificata anche se richiesto, il Centro fissa le spese amministrative a sua discrezione e per un importo massimo a 20.000$.
La paga del mediatore è oraria ed è fissata dal Centro in base alla complessità del caso. In alternativa, se richiesto dalle parti, il suo compenso diventa unico e fisso e viene deciso dal Centro alla luce della complessità del caso, del tempo preventivato prima di arrivare a un accordo finale e di un principio generico di ragionevolezza ("reasonable"); le parti o il mediatore possono contestare la paga fissa finale previa giustificazione.
Se si richiede più di un mediatore, il costo da pagare è 3000$ per ogni mediatore.
La ICC offre anche quattro modelli base di clausole per la mediazione, dette A, B, C e D.
In media, una mediazione ICC dura 4 mesi; il grosso del tempo viene impiegato per prepararla. La mediazione vera e propria dura uno o due giorni. Un normale processo in tribunale potrebbe durare molto più di quattro mesi.